# Le Cheval à bascule
Le Cheval à bascule (titre original : Postern of fate) est un roman policier d'Agatha Christie publié en octobre 1973 au Royaume-Uni, mettant en scène pour la cinquième et dernière fois le duo Tommy et Tuppence Beresford, parvenus à l'âge de la retraite. Il est publié la même année aux États-Unis et en 1974 en France.
C'est le dernier roman écrit par Agatha Christie, mais non le dernier publié, puisque l'auteur avait prévu l'édition à titre posthume de romans mettant fin à la « carrière » de ses principaux héros, Miss Marple et Hercule Poirot.

## Résumé
Alors que Tommy et Tuppence viennent d'acheter une nouvelle maison, Tuppence constate que dans un des livres s'y trouvant depuis des générations, une édition de La Flèche noire de Robert Louis Stevenson, certaines lettres sont soulignées. Ces lettres, mises côte à côte, forment une phrase des plus intrigantes : « Marie Jordan n'est pas décédée de mort naturelle. C'est un de nous qui l'a tuée. Je crois savoir qui. »
Cette phrase, rédigée par Alexandre Parkinson, un jeune homme ayant vécu longtemps avant cette découverte et mort à seulement quatorze ans, va pousser Tommy et Tuppence à enquêter sur ce qu'il s'était passé à cette époque.

## Personnages
- Tommy et Tuppence Beresford, un couple vieillissant
- Albert, leur serviteur, désormais veuf
- Deborah, leur fille, mariée et mère de trois enfants (Andrew, Janet et Rosalie)
- Hannibal, leur petit chien noir, un terrier de Manchester
- Isaac, le vieux jardinier
- Miss Little, une femme grande et volubile, surnommée "la trompette de la commune".
- Miss Price-Ridley, une dame anguleuse avec beaucoup de dents
- Mme Lupton, une vieille dame qui marche avec deux cannes
- Miss Bolland, habite à côté du presbytère
- Le vicaire
- Miss Griffin, une vieille dame intelligente d'environ 90 ans
- Clarence, garçon du voisinage âgé de 13 ans, avec un sens aigu de l'investigation
- M. Crispin, agent secret
- M. Robinson, agent de renseignement de très haut niveau
- Colonel Pikeway, homme des services secrets

## Commentaires

### Titre
Le titre du roman vient du poème Gates of Damascus de James Elroy Flecker. Il est aussi fait référence à ce poème dans la nouvelle Les Portes de Bagdad (1932) mettant en scène le personnage de Parker Pyne.

## Éditions
- (en) Postern of Fate, Londres, Collins Crime Club, octobre 1973, 254 p.
- (en) Postern of Fate, New York, Dodd, Mead and Company, 1973, 310 p.
- Le Cheval à bascule (trad. Jean-André Rey), Paris, Librairie des Champs-Élysées, coll. « Le Masque » (no 1509), 1974, 251 p.
- Le Cheval à bascule (trad. Janine Lévy), dans : L'Intégrale : Agatha Christie (trad. de l'anglais, préf. Jacques Baudou), t. 13 : Les années 1971-1976, Paris, Librairie des Champs-Élysées, coll. « Les Intégrales du Masque », 2000, 1268 p. (ISBN 2-7024-7903-0, BNF 37105662)